# Comisión Nacional de Cultura Física y Deporte
La Comisión Nacional de Cultura Física y Deporte (CONADE) es un organismo público descentralizado del gobierno federal mexicano (adscrito a la Secretaría de Educación Pública) fundado en 1988. Es la institución encargada del fomento, administración y regulación, en materia de políticas públicas, vinculadas a la activación física de la población en general, y la regulación del deporte organizado, tanto aficionado, como profesional.
Entre sus principales responsabilidades se encuentran, operar en coordinación con la Secretaría de Educación Pública, los planes, programas y proyectos educativos que fomenten la formación en el área de deporte y cultura física; colaborar y asesorar a las instituciones de gobierno, sindicatos, organizaciones populares o de la sociedad civil y universidades en los eventos y programas de desarrollo deportivo; promover los programas, instituciones y eventos de capacitación e innovación de técnicas en materia de ciencias del deporte y activación física; otorgar registro y reconocimiento a asociaciones y organismos de deportistas, entrenadores, jueces y directivos de todas las ramas del deporte; vigilar el cumplimiento de los lineamientos de la La Ley General de Cultura Física y Deporte en la integración y desempeño de todos las asociaciones e individuos adscritos al deporte organizado, tanto aficionado como profesional; encabezar el Sistema Nacional de Cultura Física y Deporte (SINADE); colaborar con las federaciones deportivas profesionales y el Comité Olímpico Mexicano en la planificación, organización y desarrollo de competencias internacionales en territorio mexicano.

## Historia
El primer antecedente de un organismo público, mediante el cual el Estado mexicano pretendía la regulación de la actividad deportiva en el país, se dio con la fundación en 1950 del Instituto Nacional de la Juventud Mexicana; que a través de una subdirección técnica estableció como parte del desarrollo integral de los adolescentes, el fomento de las actividades atléticas en los distintos ámbitos que ocupaban a la juventud, en especial el escolar. Lo cual incluía la creación de eventos, recintos y materiales necesarios para dichos propósitos.
Posteriormente en el sexenio de Luis Echeverría se creó un organismo específicamente dedicado al deporte, el Instituto Nacional del Deporte, que incluyó entre otras cosas la formulación de planes nacionales de desarrollo deportivo, investigación de medicina deportiva, fomentar la masificación del deporte como medio de desarrollo humano y desde luego en plena época del corporativismo mexicano, regular las ya existentes competencias deportivas de organismos obreros, populares, campesinos, paraestatales y organismos descentralizados. Además claro de continuar las labores ya realizadas por su antecesor. Este sería el primer órgano de gobierno involucrado en la capacitación y formación de deportistas de alto rendimiento, hasta entonces solo ligados a otros organismos, tales como las Fuerzas Armadas, Universidades, Federaciones y el propio Comité Olímpico Mexicano.
En el sexenio siguiente, con la creación de un nuevo organismo dedicado a la juventud se diseñó una subsecretaría del deporte que se encargaría de administrar las cuestiones relacionadas al alto rendimiento, es decir los deportistas en competencias internacionales. Dicha subsecretaria habría de tener injerencia en todos los organismos públicos y privados que contaran con programas, eventos o áreas deportivas.
En 1988 con la formación de la CONADE, además de asumir todas las responsabilidades de sus antecesoras, esta se constituyó como cabeza de una comisión tripartita al lado del COM y la CODEME que diseñaría planes y programas para el crecimiento del deporte mexicano, esto a través del seguimiento de deportistas en el denominado Ciclo olímpico que incluye todas las competencias de alto nivel en un proceso de cuatro años: Juegos Centroamericanos y del Caribe, Juegos Panamericanos, Campeonatos Mundiales y Juegos Olímpicos.

## Directores generales
| Director general           | Periodo     |
| -------------------------- | ----------- |
| Raúl González Rodríguez    | 1988 - 1994 |
| Ivar Sisniega              | 1994 - 2000 |
| Nelson Vargas              | 2000 - 2006 |
| Carlos Hermosillo          | 2006 - 2009 |
| Bernardo de la Garza       | 2009 - 2012 |
| Jesús Mena Campos          | 2012 - 2015 |
| Alfredo Castillo Cervantes | 2015 - 2018 |
| Ana Gabriela Guevara       | 2018 - 2024 |
| Rommel Pacheco             | 2024 -      |

## Estructura orgánica
Para el cumplimiento de sus funciones este es su organigrama:
- Subdirección del Deporte
- Subdirección de Calidad para el Deporte
- Subdirección de Cultura Física
- Subdirección de Administración
- Coordinación de Comunicación Social
- Coordinación de Normatividad y Asuntos Jurídicos

## Funciones
- Las que conforme a la Ley, correspondan a la SEP en materia de cultura física y deporte, excepto aquellas que las disposiciones legales o reglamentarias le atribuyan expresamente a dicha Secretaría u organización del gobierno .

- Convocar al Sistema Nacional del Deporte (SINADE), con la participación que corresponda a las Dependencias y Entidades del sector público y a las instituciones de los sectores social y privado.

- Proponer, dirigir, ejecutar, evaluar y vigilar la política nacional de cultura física y deporte.

- Celebrar acuerdos, convenios, contratos y bases con las autoridades de las Entidades Federativas, la Ciudad de México, y los Municipios a fin de promover, con la participación, en su caso, de los sectores social y privado, las políticas, acciones y programas tendientes al fomento, promoción, incentivo y desarrollo de la cultura física y el deporte.

- Establecer los lineamientos para la participación de los deportistas en cualquier clase de competiciones nacionales e internacionales, sin contravenir lo dispuesto por las reglas internacionales. Tratándose de las competiciones internacionales se considerará la opinión del COM.

- Promover el desarrollo de los programas de formación, capacitación, actualización y los métodos de certificación en materia de cultura física y deporte, promoviendo y apoyando, la inducción de la cultura física y el deporte en los planes y programas educativos.

- Fomentar y promover la construcción, conservación, adecuación, uso y mejoramiento de instalaciones destinadas a la cultura física y deporte.

- Definir los lineamientos para la prevención y control en el uso de sustancias prohibidas y métodos no reglamentarios en el deporte.

- Formular programas para promover la cultura física y deporte entre las personas con discapacidad.[1]

## Eventos y Torneos

### CONADE
- Nacionales CONADE [4]
  - Los Nacionales CONADE son el evento que convoca a los mejores deportistas de 45 disciplinas deportivas, para deportistas entre 10 y 23 años de edad, contando con la participación de los 32 estados de la República Mexicana, así como los Órganos de Cultura Física y Deporte del IMSS, UNAM, IPN y el Instituto de los Mexicanos en el Extranjero.

| Etapas             | Fechas                        |
| ------------------ | ----------------------------- |
| Estatales          | Dependiendo de lo conveniente |
| Regionales         | Mayo                          |
| Finales Nacionales |                               |

- Para Nacionales CONADE[4]
  - Los Para Nacionales CONADE son el evento que convoca a los mejores deportistas de  11 disciplinas deportivas adaptadas, para deportistas entre10 y 23 años de edad, contando con la participación de los 32 estados de la República Mexicana, así como los Órganos de Cultura Física y Deporte del IMSS, UNAM, IPN y el Instituto de los Mexicanos en el Extranjero.

| Etapas   | Fechas                        |
| -------- | ----------------------------- |
| Estatal  | Dependiendo de lo conveniente |
| Nacional | Octubre                       |

- Juegos Nacionales Populares [5]
  - Los Juegos Nacionales Populares son un evento que fomenta la práctica deportiva entre la población que radica en zonas de alta marginación, a través de un evento multideportivo que permite la sana convivencia y coadyuve al fomento de valores entre la población participante, así como fortalecer las acciones emprendidas para erradicar los altos índices de violencia y sedentarismo que acosan a nuestros jóvenes.
- Juegos Deportivos Nacionales Escolares de la Educación Básica
  - Los Juegos Deportivos Nacionales Escolares de la Educación Básica son un evento para deportistas de escuelas primarias y secundarias; que compiten de manera separada con 10 disciplinas para las primarias y 7 para las secundarias, con participaciones por género y mixtas dependiendo del deporte.

| Etapa                  | Fecha              |
| ---------------------- | ------------------ |
| Intramuros             | Septiembre-octubre |
| Zona Escolar           | Octubre-diciembre  |
| Sectorial y/o Regional | Enero              |
| Estatal                | Marzo-abril        |
| Nacional               | Junio              |

- Festival Deportivo de Artes Marciales y Deportes de Combate
  - El Festival Deportivo de Artes Marciales y Deportes de Combate son un evento para atletas de nacionalidad mexicana que radiquen en territorio nacional. Contado con 4 disciplinas de combates

| Etapa      | Fecha     |
| ---------- | --------- |
| Selectivos | Noviembre |
| Nacional   | Noviembre |

- Festival Deportivo de Mar y Playa
  - El Festival Deportivo de Mar y Playa es un evento para jóvenes de nacionalidad mexicana que radiquen en territorio nacional. Contado con 14 Disciplinas desarrollas en playa y mar.

| Etapas     | Fecha      |
| ---------- | ---------- |
| Selectivos | Septiembre |
| Nacional   | Octubre    |

- Premios Nacionales de Deportes
  - los son un evento que se otorga a quienes por su actuación y desempeño hayan resaltado o sobresalido en el ámbito deportivo. 
    - Categorías
      - Deporte no profesional
      - Deporte profesional
      - Deporte paralímpico
      - Entrenador
      - Juez-árbitro
      - Por trayectoria destacada en el deporte mexicano
      - Por el fomento, la protección o el impulso de la práctica de los deportes

#### Federación Mexicana de Juegos y Deportes Autóctonos y Tradicionales
- Encuentro Nacional Deportivo Indígena
  - Los Encuentro Nacional Deportivo Indígena son un evento para deportistas indígenas de origen mexicano que radiquen en territorio nacional. Contado con un total de 5 disciplinas.

| Etapa     | Fecha                                                  |
| --------- | ------------------------------------------------------ |
| Municipal | Conforme a la programación y necesidad de cada Entidad |
| Estatal   | Conforme a la programación y necesidad de cada Entidad |
| Nacional  | Noviembre                                              |

- Encuentro Nacional de Juegos y Deportes Autóctonos y Tradicionales
  - El Encuentro Nacional de Juegos y Deportes Autóctonos y Tradicionales son un evento para miembros de la comunidad indígena, rural, suburbana y urbana, propuestos y avalados. Con varias ramas principalmente demostrativas.

#### Consejo Nacional para el Desarrollo del Deporte en la Educación Media Superior (CONADEMS)
- Juego Deportivos Nacionales de la Educación Media Superior (JUDENEMS)
  - Los Juego Deportivos Nacionales de la Educación Media Superior son un evento para estudiantes deportistas con matrícula vigente inscritos en las instituciones públicas y privadas de educación media superior en todo el país. Con 5 disciplinas iguales para cada género.

| Etapas                              | Fecha                                     |
| ----------------------------------- | ----------------------------------------- |
| Intramuros al interior del Plantel  | No aplica para ese año                    |
| Intrasubsistemas estatal o regional | Conforme a las necesidades de cada Estado |
| Intersubsistemas Estatal            | Octubre                                   |
| Final Nacional                      | Noviembre                                 |